# Spy Game
Spy Game es una película de espionaje estadounidense del año 2001 dirigida por Tony Scott y protagonizada por Robert Redford y Brad Pitt.

## Argumento
La historia comienza  en una mañana de 1991 cuando el agente de la CIA Nathan Muir (Robert Redford) recibe una llamada el mismo día de su jubilación de uno de sus contactos en la embajada Norteamericana en Hong Kong, que le informa de que el agente Tom Bishop (Brad Pitt) está en apuros. Tras llegar al cuartel general de la CIA, es inmediatamente requerido por el agente especial Charles Harker en una reunión de alto secreto para tratar el caso de Bishop. En ese momento, los altos cargos de la CIA comienzan a interrogar a Muir sobre el pasado de Tom para obtener información. Muir no tarda en descubrir que la CIA pretende permitir que el gobierno chino fusile a Tom ya que, a causa del fin de la Guerra Fría, China y EE. UU. planean un nuevo tratado económico de comercio. Muir comienza contando como se encontró con Tom por casualidad en Vietnam. Allí, Tom fue reclutado por Muir como francotirador para que acabase con un dirigente del Vietcong. Bishop no solo logra un trabajo que parece imposible, sino que además salva a un compañero herido. Es en ese momento cuando Muir piensa que puede convertir a Tom en un gran espía. Para ello, decide enviarlo una larga temporada a Berlín para que trabaje en los puestos fronterizos. Una vez hecho esto, entra nuevamente en contacto con él. Le propone ser espía, proposición que Tom acepta. Al poco tiempo comienza su instrucción. Muir le enseña a Tom todo lo que ha de saber y en su último día de instrucción le dice que ahorre dinero para cuando se retire y que no sacrifique ese dinero ni su propia vida por nada ni por nadie, ni siquiera por sus compañeros o por sus bazas (Muir denomina así a las personas que los espías usan para obtener información o para llegar a algún objetivo). Poco después, Tom tiene su primera misión de alta importancia, descubrir al topo de la embajada norteamericana en Berlín Oriental. Para ello es necesaria la participación de un contacto de Berlín Oriental, que accede a colaborar en la misión a cambio de que Tom le haga pasar a Berlín Occidental, pero en un momento determinado el plan se tuerce y es necesario dejar en Berlín Oriental a la baza. Al escuchar esto Tom se niega y Muir ha de obligarle. Días después, Tom recrimina a Muir el haber sacrificado a un amigo y este le responde que es necesario hacer sacrificios para conservar la vida. Tras esto, Muir se ausenta y con la ayuda de su secretaria Gladys, se las apaña para obtener información sobre la prisión en la que está Tom. Tras esto, acude nuevamente a la reunión y comienza a contar lo que a ambos acaeció en Beirut. Allí, tenían la misión de eliminar a un importante jeque árabe perseguido por terrorismo y tráfico de armas. 
Muir le dice a Tom que ha de ponerse en contacto con el médico del jeque. Para ello Tom usa como baza a una activista de los derechos humanos que trabaja en un campo de refugiados (el médico del jeque trabaja en ese mismo campo). Poco después, entabla amistad con el médico y le dice que el jeque fue el responsable del asesinato de sus padres y le ofrece la oportunidad de vengarse del mismo acabando con su vida. Pero algo imprevisto sucede. Tom y Elizabeth se enamoran y Muir ve peligrar la misión. Finalmente, el día en el que el médico tenía que matar al jeque, las cosas no van bien y finalmente un grupo terrorista tribal ataca la casa del jeque con un coche bomba matando a este. Muir investiga a Elizabeth y descubre que en su juventud perteneció a un grupo contrario a la opresión china en otros países y que en un atentado mató involuntariamente al hijo del embajador. Pero lejos de separarse, Tom le confiesa su auténtica identidad a Elizabeth y Muir se ve obligado a separar por la fuerza a ambos amantes, para lo cual entrega a los chinos a Elizabeth a cambio de que estos pongan en libertad a un espía estadounidense. Muir y Tom se ven por última vez en un aeropuerto, y Tom dice que va a trabajar en Argentina en una operación llamada “Cenar Fuera”. Cuando concluye este relato, Muir abandona la sala, le roba la autorización a un compañero y logra falsificar una orden de acción militar para asaltar la cárcel de China y rescatar a Tom mediante una operación que bautiza como “Cenar Fuera”. Sin embargo, Harker comienza a fundar sospechas sobre Muir. Al día siguiente, Muir recibe una llamada de China. Su contacto le dice que para llevar a cabo la operación ha de provocar un apagón. Para esto, han de sobornar a un empleado del gobierno chino. Tras muchas negociaciones, Muir utiliza el dinero que había estado ahorrando para su jubilación y que pretendía invertir en la compra de unos terrenos en la costa de Bahamas. Tras esto, Harker le reclama para que acabe de contar lo que sabe de Tom. Explica que aunque se elaboró una coartada para la desaparición de Elizabeth, no le extraña que Tom descubriese la verdad e intentase rescatar a Elizabeth de la prisión de China, pues siempre fue un gran espía. Tras esto, y cuando está ante los máximos responsables de la CIA, Harker acusa a Muir de actuar a espaldas de la agencia. Harker le pregunta a Muir el motivo por el que ha desviado todo su dinero a una cuenta en las Islas Caimán y por qué ha utilizado un satélite para obtener imágenes. Tras esta acusación, Muir responde que usó el satélite para informarse sobre los terrenos que pretendía comprar y que uso el dinero para comprar esos terrenos. Después de esta explicación, confirma telefónicamente la operación. Tom y Elizabeth son rescatados y al escuchar el nombre de la operación, Bishop comprende que es Muir quien le ha salvado infringiendo sus propias reglas. Muir abandona la CIA y en ese mismo momento, Harker recibe una llamada informando de un desafortunado incidente en la prisión en la que estaba encarcelado Tom...